# Schlitten (Pistole)

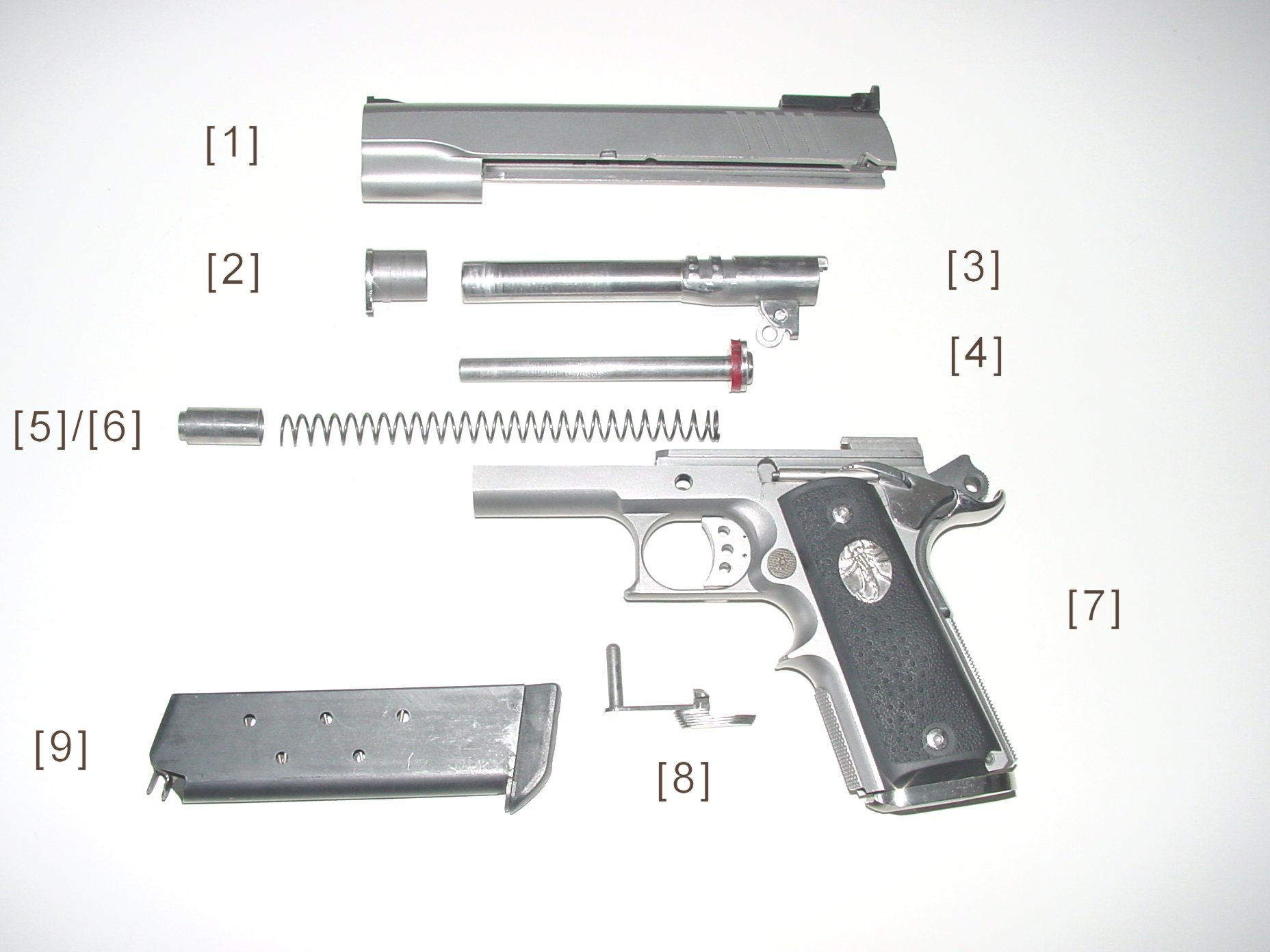
Pistolenschlitten,
Markierung [1

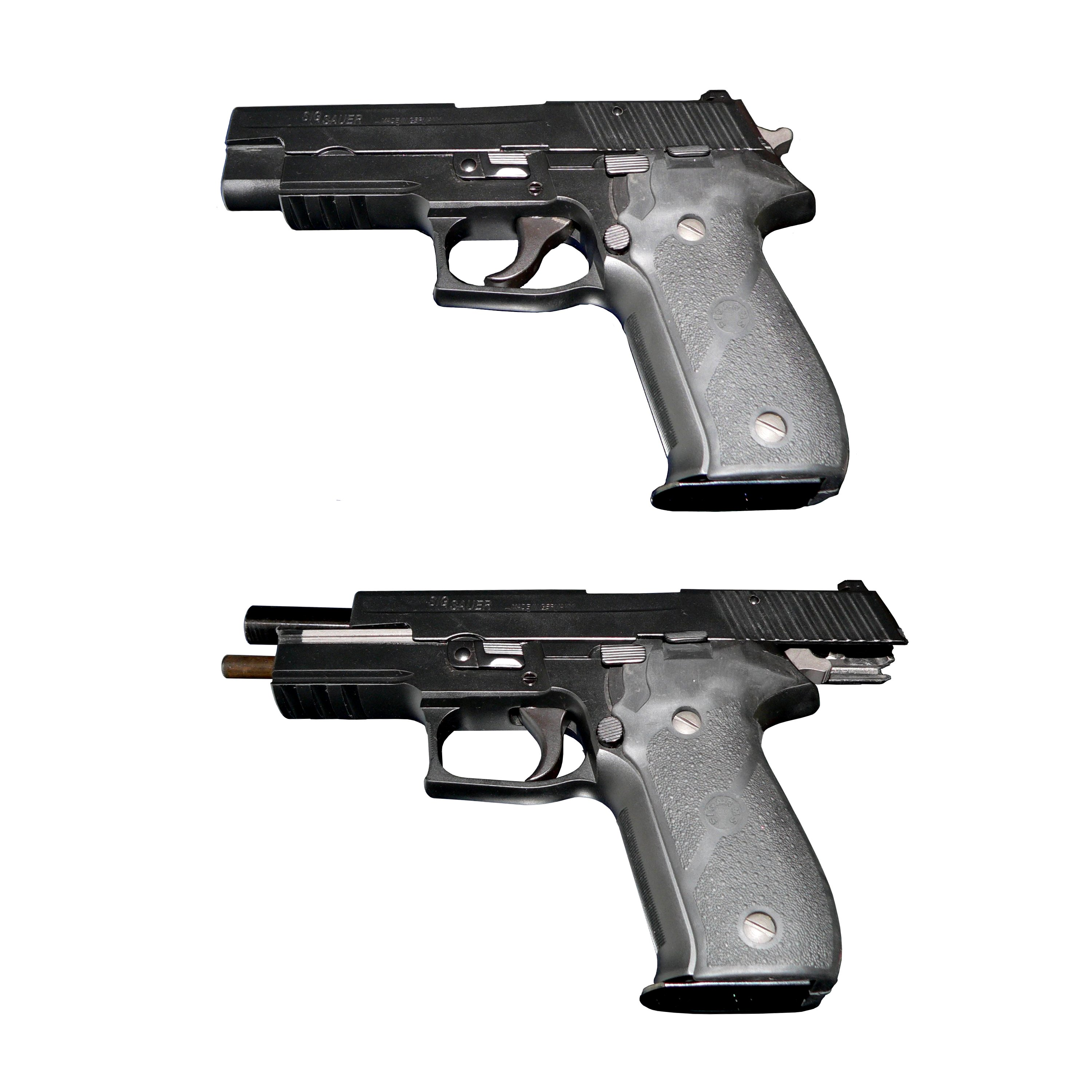
Oben: Schlitten in Ruhestellung
unten: Schlitten zurückgezogen

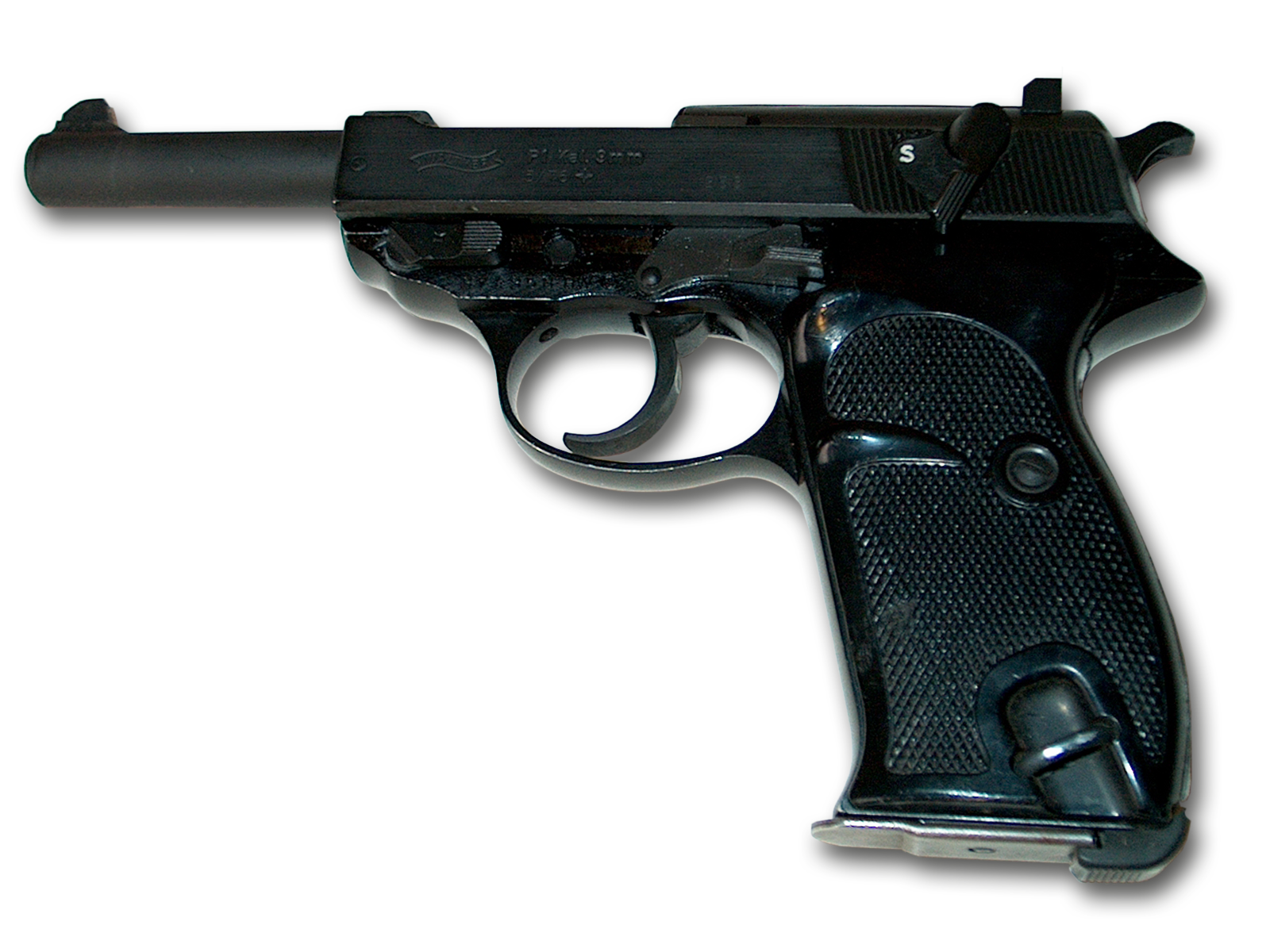
Walther P1: Schlitten bedeckt nicht den Lauf

Der Schlitten ist eine Baugruppe vieler Selbstladepistolen. Der Schlitten sitzt dabei auf dem Rahmen der Pistole und ist der bewegliche Teil des Verschlusses.

## Technik
Bei den meisten Pistolen mit Schlitten bedeckt dieser die gesamte Oberseite der Pistole inklusive des Laufs. Dabei liegt die Schließfeder entweder um den Lauf oder um eine Führungsstange darunter. Es gibt aber auch Konstruktionen, bei denen der Schlitten nicht den Lauf bedeckt z. B. Walther P38 oder Colt Woodsman. Bei dieser Konstruktion liegt die Schließfeder nicht am Lauf, sondern am Verschluss, im hinteren Bereich der Waffe.
Der Schlitten nimmt verschiedene Bauteile wie Auszieher und Schlagbolzen auf. Am Schlitten sind Zieleinrichtungen wie Kimme und Korn angebracht; ebenso ist eine Auswurföffnung für Patronenhülsen vorhanden.
Durch manuelles Zurückziehen des Schlittens wird die Waffe durchgeladen, d. h. eine Patrone aus dem Magazin wird dem Patronenlager zugeführt. In aller Regel ist der Schlitten an den Stellen, an denen er dazu mit der Hand umfasst wird, zur Verbesserung der Rutschfestigkeit mit einer Riffelung versehen.
Der Schlittenfang ist eine Vorrichtung, die dafür sorgt, dass der Schlitten in der rückwärtigen Position gehalten wird, sobald das Magazin leer ist und die letzte Patrone verschossen wurde.
Vergleichbare technische Lösungen bei Gewehren oder Maschinenpistolen sind selten. Eine der wenigen Ausnahmen ist das Volkssturmgewehr VG 1-5. Bei diesem Gewehr bewegt sich eine Art Laufmantel analog dem Pistolenschlitten.

## Geschichte
Diese Konstruktionsweise wurde 1898 von John Moses Browning eingeführt. Während Browning seine Rechte für Europa an Fabrique Nationale Herstal (FN) verkaufte, tat er es für die USA an Colt. Die erste Anwendung war die Pistole FN Browning Modell 1899, gefolgt von der FN Browning Modell 1900 als Massenproduktion. Colt zog mit Colt Modell 1900 nach. Der hin und her gleitende Schlitten wird seit dem bei den meisten Pistolen verwendet.
Andere europäische Waffenkonstrukteure wie Hugo Borchardt mit der Borchardt C93, Mauser mit der Mauser C96 und Georg Luger mit der Parabellumpistole gingen zunächst einen anderen Weg. Diese Waffen arbeiten alternativ mit einem internen Verschlussblock.